# Bijie
Bijie, tidigare romaniserat Pichieh,  är en stad med status som prefektur i Guizhou-provinsen i södra Kina. Den ligger omkring 110 kilometer nordväst om provinshuvudstaden Guiyang.
Bijie var tidigare en prefektur, men ombildades 2011 till en stad på prefekturnivå, varvid den tidigare staden Bijie blev stadsdistriktet Qixingguan. 

## Administrativ indelning

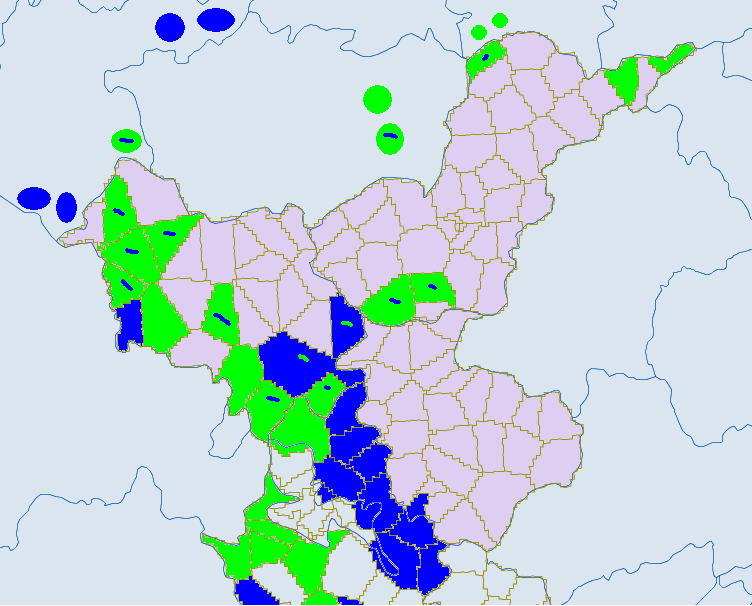
Etniska socknar i Bijie. Ljusgrönt står för Yi-folket, blått för miao och mörkgrönt för bouyei.

Bijie består av ett stadsdistrikt, sex härad och ett autonomt härad:
- Stadsdistriktet Qixingguan (七星关区 Qīxīngguān qū);
- Häradet Dafang (大方县 Dàfāng xiàn);
- Häradet Qianxi (黔西县 Qiánxī xiàn);
- Häradet Jinsha (金沙县 Jīnshā xiàn);
- Häradet Zhijin (织金县 Zhījīn xiàn);
- Häradet Nayong (纳雍县 Nàyōng xiàn);
- Häradet Hezhang (赫章县 Hèzhāng xiàn);
- Det autonoma häradet Weining för yi, hui och miao-folken (威宁彝族回族苗族自治县 Wēiníng yízú huízú miáozú zìzhìxiàn).

## Klimat
Genomsnittlig årsnederbörd är 1 181 millimeter. Den regnigaste månaden är juli, med i genomsnitt 211 mm nederbörd, och den torraste är januari, med 21 mm nederbörd.